# 折居嘉兵衛
折居 嘉兵衛（おりい かへえ）は、安土桃山時代から江戸時代前期にかけての武士。柏山明助の家臣。諱は明宗。

## 生涯
折居氏は柏山氏の支流と伝えられ、譜代の家臣であった。天正5年（1577年）、誕生。
天正18年（1590年）、豊臣秀吉の奥州仕置によって主家が改易された後も、主君・明助と行動を共にし、出羽の仙北郡など各地を流浪した。慶長5年（1600年）に勃発した岩崎一揆に際しては、明助と共に南部氏に加勢して一揆勢と戦った。諜報の技に長じていたようで、南部側の細作として一揆勢の情報収集に従事し、数多くの情報をもたらした。南部勢はその情報により、密かに一揆勢へ加勢していた伊達政宗の補給部隊を夏油川河畔で撃破する等の勝利を得ることができた。この功績により、嘉兵衛は南部利直より褒美として関兼辰の太刀を与えられ、50石で召し抱えられることとなった。一揆平定後は岩崎城代に任じられた明助に従い、岩崎村へ移住した。
明助の死後数年して柏山家が無嗣断絶処分にされると、嘉兵衛がその祭祀の一切を執り行い、柏山一族の菩提を弔った。万治2年（1659年）に82歳の高齢で没し、その子孫は花巻御給人として続いた（「奥南落穂集」）。